# Moronihah

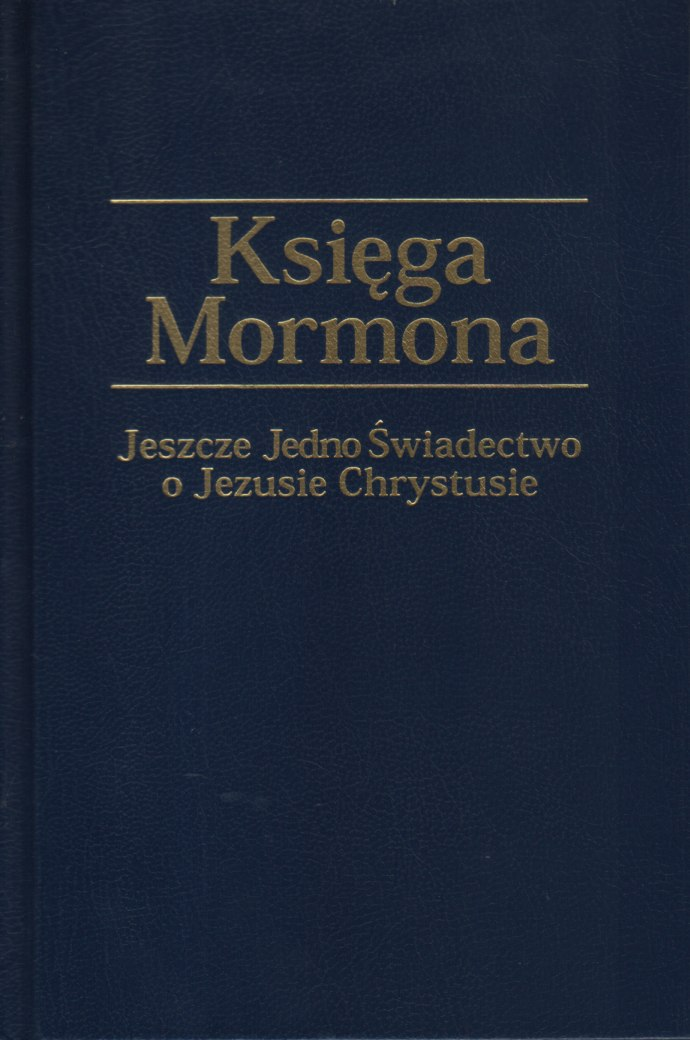
Księga Mormona, jedno z mormońskich pism świętych i jednocześnie źródło wzmianki o Moronihahu

Moronihah (deseret rozmaicie, chociażby jako 𐐣𐐄𐐡𐐄𐐤𐐌𐐐𐐂, 𐐣𐐃𐐡𐐄𐐤𐐌𐐐𐐂, 𐐣𐐃𐐡𐐃𐐤𐐌𐐐𐐂 czy 𐐣𐐄𐐡𐐃𐐤𐐌𐐐𐐂) – w wierzeniach ruchu świętych w dniach ostatnich (mormonów) neficki wojskowy żyjący w IV wieku n.e. Jeden z dowódców w bitwie na wzgórzu Kumorah z 385, poległ w niej wraz ze wszystkimi swymi podkomendnymi. Jest obiektem spekulacji mormońskich teologów. Przewija się w publikacjach krytycznych wobec mormonizmu, wykorzystywany bywa też przez apologetów tej tradycji religijnej. Imię Moronihah pojawia się jednocześnie w psychologicznych analizach Josepha Smitha, pierwszego mormońskiego przywódcy.

## Wymowa imienia
Wymowa tego imienia wzbudzała pewne zainteresowanie mormońskich badaczy. Została ona zresztą ujęta w przewodniku po wymowie, dołączanym do każdego egzemplarza anglojęzycznej wersji Księgi Mormona od 1981. Źródła wskazują generalnie niemniej na znaczną różnicę między wymową preferowaną i powszechną współcześnie, a tą z wczesnego okresu kolonizacji terytorium, jeżeli chodzi o wiele nazw i imion z Księgi Mormona. Nie ma takiej różnicy wszelako w przypadku Moronihaha. Pierwotna wymowa, zwłaszcza ta stosowana przez Josepha Smitha, ma pewne znaczenie w badaniach nazw własnych występujących w Księdze Mormona, choć, na gruncie mormońskiej teologii, nie jest w nich czynnikiem decydującym. Do ustalenia wymowy używanej przez Smitha wykorzystuje się między innymi wydanie Księgi Mormona w alfabecie deseret z 1869.

## W Księdze Mormona
Na kartach Księgi Mormona pojawia się wyłącznie w wersie czternastym szóstego rozdziału Księgi Mormona w kontekście rozstrzygającej bitwy konfliktu neficko-lamanickiego, mianowicie bitwy na wzgórzu Kumorah (385). Przez komentatorów uznawany za generała, we wspomnianym starciu dowodził dziesięcioma tysiącami ludźmi. Poległ w niej wraz ze wszystkimi swymi podkomendnymi. Wzmiankowany pośrednio również w oszacowaniach liczby ofiar śmiertelnych tejże bitwy. 
Nie powinien być mylony z Moronihahem, nefickim generałem i prorokiem z I wieku p.n.e., ani też z nefickim miastem prawdopodobnie nazwanym po nim właśnie. Z drugiej strony nie wyklucza się, że mógł zostać zarówno nazwany na cześć wspomnianego wojskowego, jak i w istocie być jego potomkiem.

## W mormońskiej teologii oraz w badaniach nad Księgą Mormona
Istnienie Moronihaha nie znalazło potwierdzenia w źródłach zewnętrznych. Językoznawcy związani z Kościołem Jezusa Chrystusa Świętych w Dniach Ostatnich rozważali etymologię imienia tego wojskowego, wskazując generalnie jej semickie pochodzenie, z aramejskim jako jednym z mniej prawdopodobnych języków źródłowych. W ściśle teologicznym kontekście zaznacza się częściowo jeredyckie pochodzenie tego imienia, co, jak podnoszą komentujący, nie powinno być w zasadzie zaskakujące. Badania nad etymologią jeredyckich nazw własnych pozostają w sferze spekulacji. Osiąga się w tym zakresie niemniej pewne rezultaty, zwłaszcza jeżeli przyjmie się, iż niektóre zostały przetłumaczone na język używany przez Nefitów.
Imię tego nefickiego żołnierza pojawiało się w badaniach nieortodoksyjnych praktyk nazewniczych obecnych na kartach Księgi Mormona i wykorzystywane w ten sposób było w dowodzeniu autentyczności mormońskiej świętej księgi. Przewijało się także w krytycznych analizach tego tekstu, w kontekście rzekomego zaczerpnięcia go, po dokonaniu odpowiednich modyfikacji, zasadniczo z Biblii, jak również w psychologicznych analizach pierwszego mormońskiego przywódcy, Josepha Smitha.
Imię Moronihah (w zapisie Moroniha) występuje wśród wyznających mormonizm Maorysów.